# Brun strimmätare
Brun strimmätare Horisme corticata är en fjärilsart som beskrevs av Georg Friedrich Treitschke, 1835. Brun strimmätare ingår i släktet Horisme och familjen mätare, Geometridae. Brun strimmätare är tillfällig i Sverige och hittades första gången i Skåne 2010. En underart finns listad i Catalogue of Life, Horisme corticata bretschneideri Koch, 1948

## Bildgalleri

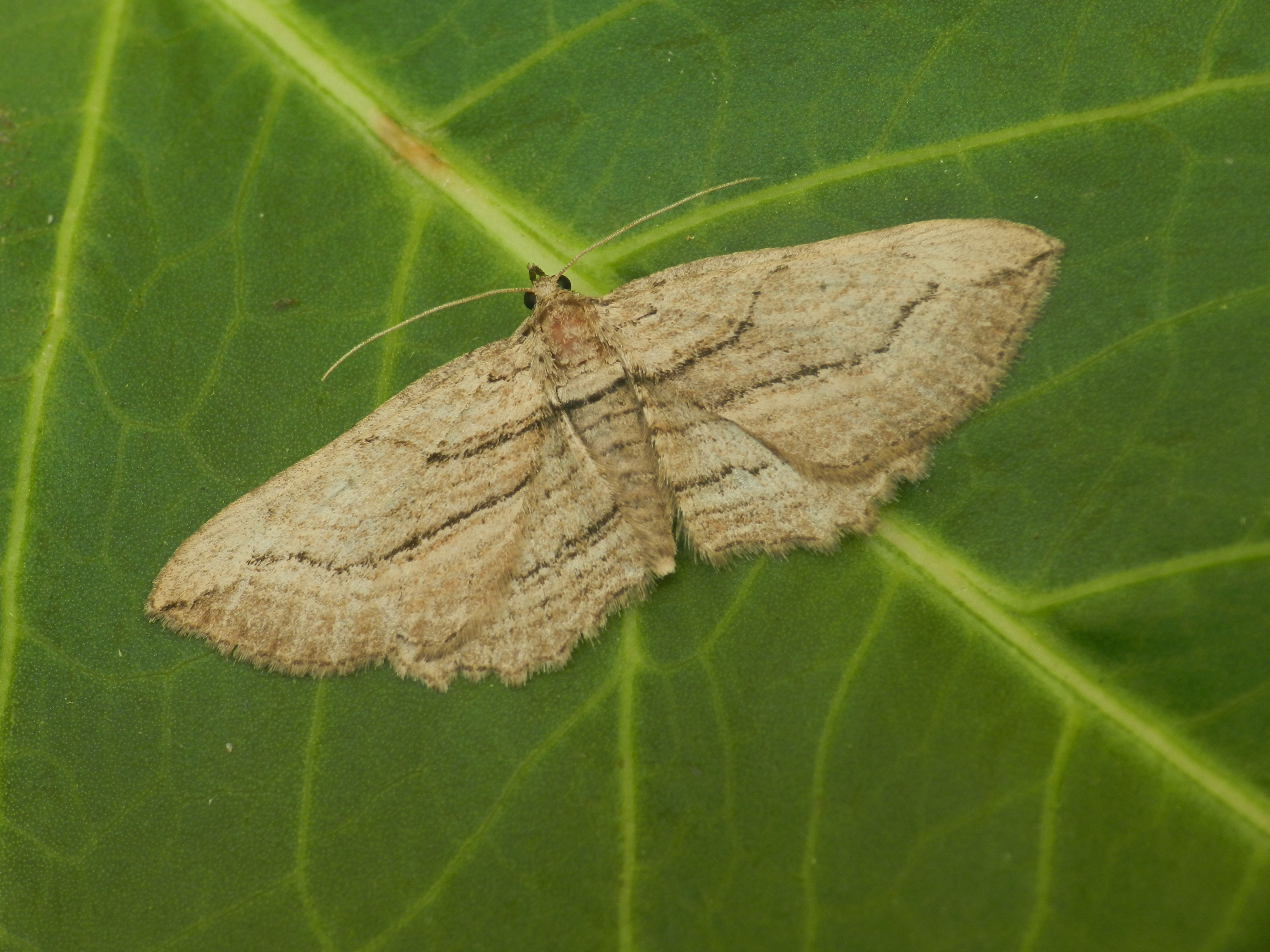